# Stenamma diversum
Stenamma diversum är en myrart som beskrevs av Mann 1922. Stenamma diversum ingår i släktet Stenamma och familjen myror. Inga underarter finns listade i Catalogue of Life.